# Надрічне (Золотниківська сільська громада)
Надрі́чне — село в Україні, у Золотниківській сільській громаді Тернопільського району Тернопільської області. Адміністративний центр колишньої Надрічненської сільської ради (до вересня 2015 року). До 1964 року село називалося Хатки. До Надрічного приєднано хутори Глибока Долина, Дмитриха. Від вересня 2015 року ввійшло у склад Золотниківської сільської громади. Розташоване у західній частині району, на річці Стрипа.

## Історія
Поблизу села виявлено археологічні пам'ятки давньоруської культури.
Перша писемна згадка — 1785. За переказами, на лівому березі Стрипи, де річка найближче до будинків, на торфовищі в давнину був збудований могутній замок, що належав Золотниківському панові з родини Вільчек. Відоме від початку 18 ст. як присілок містечка Золотники. За австрійським переписом 1785 р., у Хатках було 26 будинків, 162 мешканці. Серед перших поселенців родини з прізвищами Кицкай, Романський, Стельмах, Чикенда; ці прізвища збереглися до наших днів.
Назва, за переказами, походить від невеликої кількості будинків (хат). Сучасна назва Надрічне — від місця розташування села — над рікою. 1904 р. велика земельна власність належала Семінським-Левицьким. 1910 р. у Хатках — 870 мешканців, 1931 р. було 199 будинків, де проживали 1029 осіб. На початку 20 ст. у селі діяли філії товариств «Просвіта», «Луг», «Сокіл», та інші.
Після 1935 р. село належало до гміни Золотники.
Діяли «Просвіта» й інші товариства.
Під час німецько-радянської війни спалене.
12 червня 2020 року, відповідно до розпорядження Кабінету Міністрів України № 724-р «Про визначення адміністративних центрів та затвердження територій територіальних громад Тернопільської області» увійшло до складу Золотниківської сільської громади.
19 липня 2020 року, в результаті адміністративно-територіальної реформи та ліквідації Теребовлянського району, село увійшло до складу Тернопільського району.

## Політика

### Парламентські вибори, 2019
На позачергових парламентських виборах 2019 року у селі функціонувала окрема виборча дільниця № 610852, розташована у приміщенні будинку культури.
Результати
- зареєстровано 345 виборців, явка 70,72 %, найбільше голосів віддано за Всеукраїнське об'єднання «Батьківщина» — 29,58 %, за «Слугу народу» — 22,92 %, за «Голос» — 12,08 %.[4] В одномандатному окрузі найбільше голосів отримали Микола Люшняк (самовисування) і Володимир Бліхар (Всеукраїнське об'єднання «Батьківщина») — по 27,43 %, за Ігоря Сопеля (Слуга народу) — 14,77 %[5].

## Населення
| Чисельність населення, осіб | Чисельність населення, осіб | Чисельність населення, осіб | Чисельність населення, осіб | Чисельність населення, осіб | Чисельність населення, осіб | Чисельність населення, осіб | Чисельність населення, осіб | Чисельність населення, осіб | Чисельність населення, осіб | Чисельність населення, осіб | Чисельність населення, осіб | Чисельність населення, осіб | Чисельність населення, осіб | Чисельність населення, осіб |
| 1900                        | 1910                        | 1921                        | 1931                        | 1938                        | 1959                        | 1970                        | 1979                        | 1989                        | 2001                        | 2003                        | 2011                        | 2013                        | 2014                        | 2015                        |
| --------------------------- | --------------------------- | --------------------------- | --------------------------- | --------------------------- | --------------------------- | --------------------------- | --------------------------- | --------------------------- | --------------------------- | --------------------------- | --------------------------- | --------------------------- | --------------------------- | --------------------------- |
|                             |                             |                             |                             |                             |                             |                             |                             |                             | 509                         |                             |                             |                             |                             |                             |

### Мова
Розподіл населення за рідною мовою за даними перепису 2001 року:
| Мова       | Кількість | Відсоток |
| ---------- | --------- | -------- |
| українська | 507       | 99.61 %  |
| російська  | 2         | 0.39 %   |
| Усього     | 509       | 100 %    |

## Соціальна сфера
Працюють Будинок культури, бібліотека, дошкільний заклад, ФАП, ТзОВ «Берізка», 2 торговельні заклади.

## Релігія
- церква Успіння Пресвятої Богородиці (2008, УГКЦ).

## Пам'ятки
- Городище Надрічне I[d] (давньоруський час (XII—XIII ст.));
- споруджено пам'ятник воїнам-односельцям, полеглим у німецько-радянській війні (1985);
- насипана символічна могила Борцям за волю України (1993).

## Відомі люди

### Народилися
- Стефан Хміль — український вчений у галузі медицини, громадський діяч
- Богдан Ничик — український видавець.

## Галерея

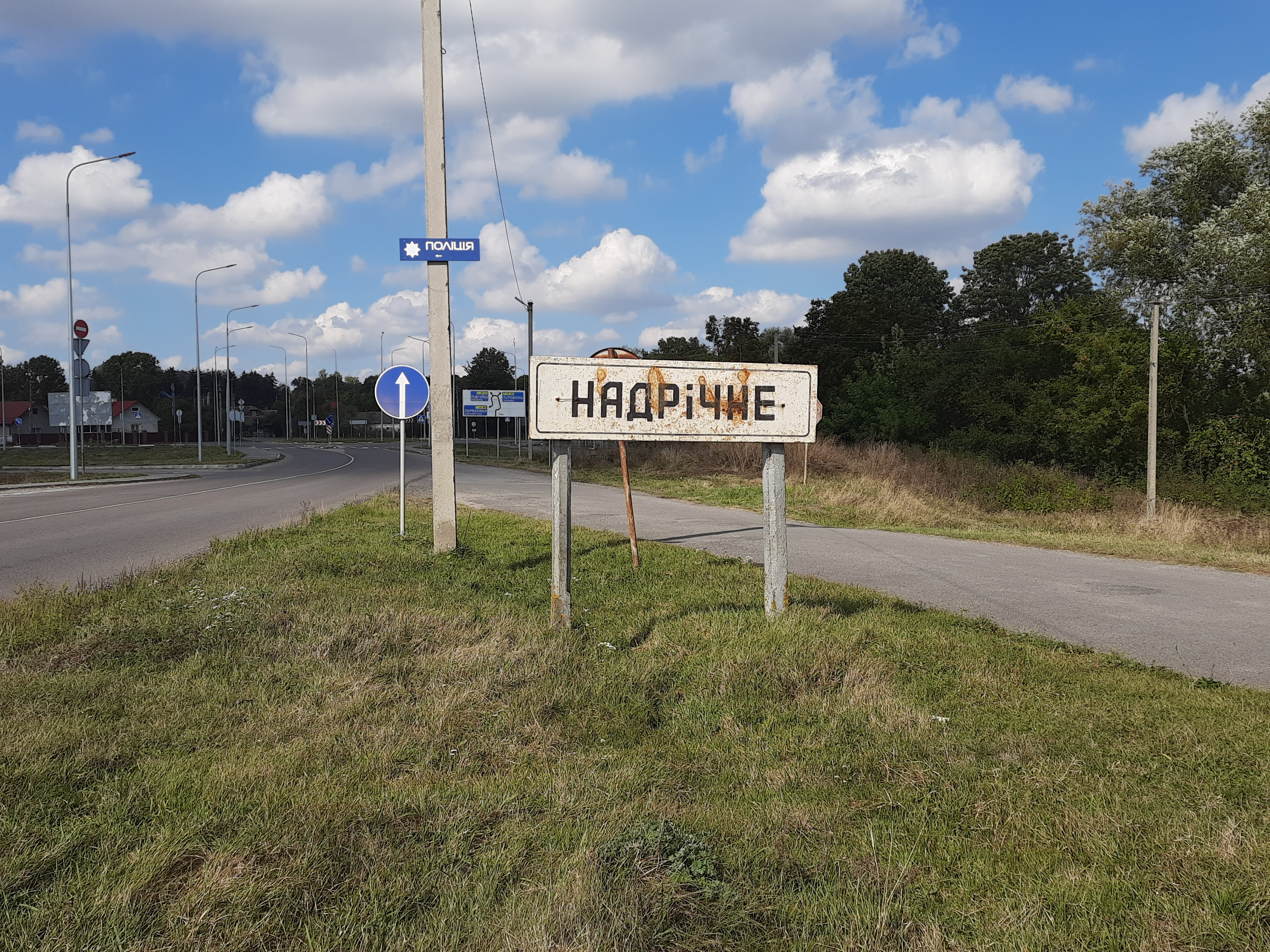
Дорожній знак при в'їзді в село
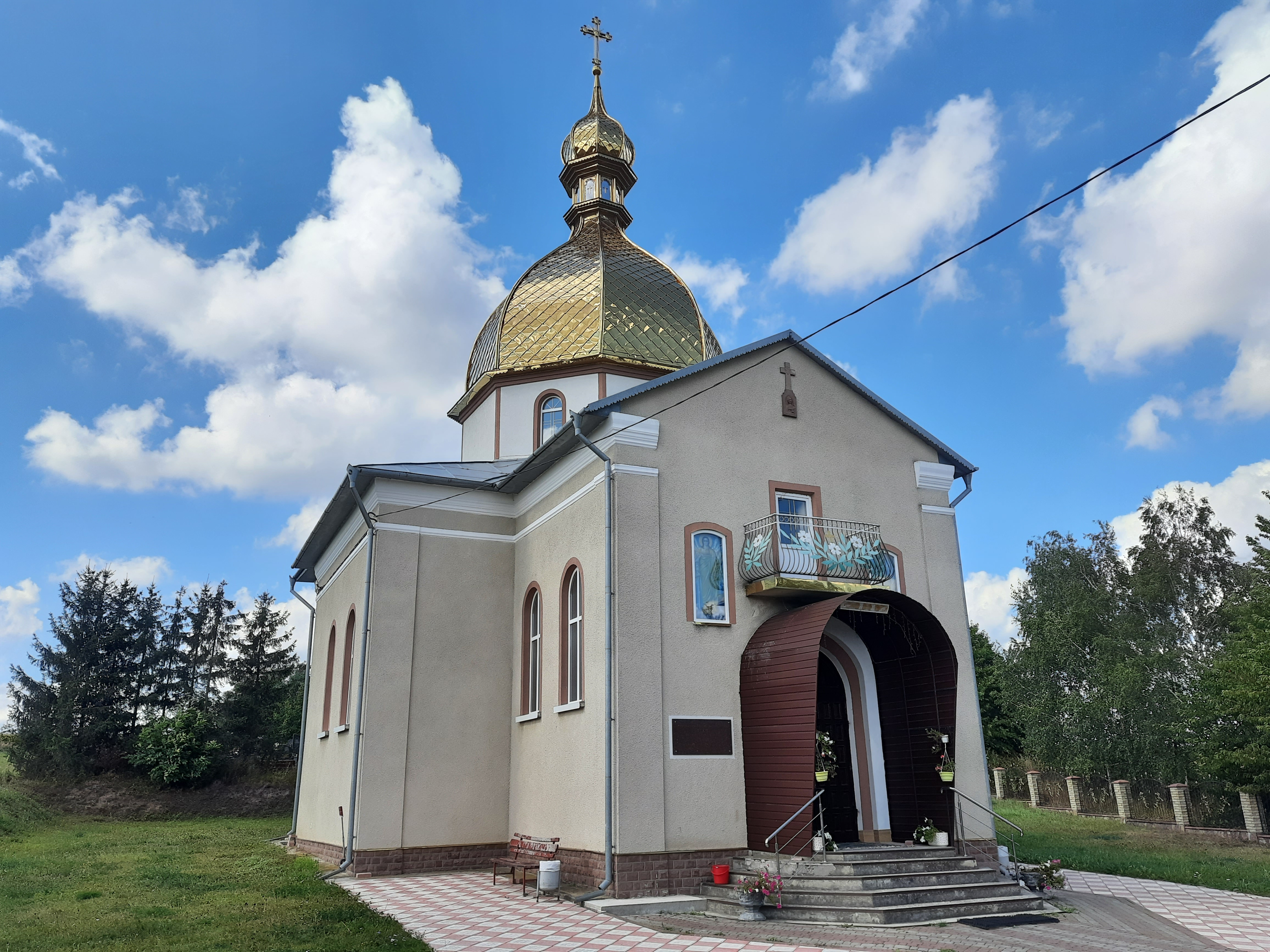
Церква Успіння Пресвятої Богородиці
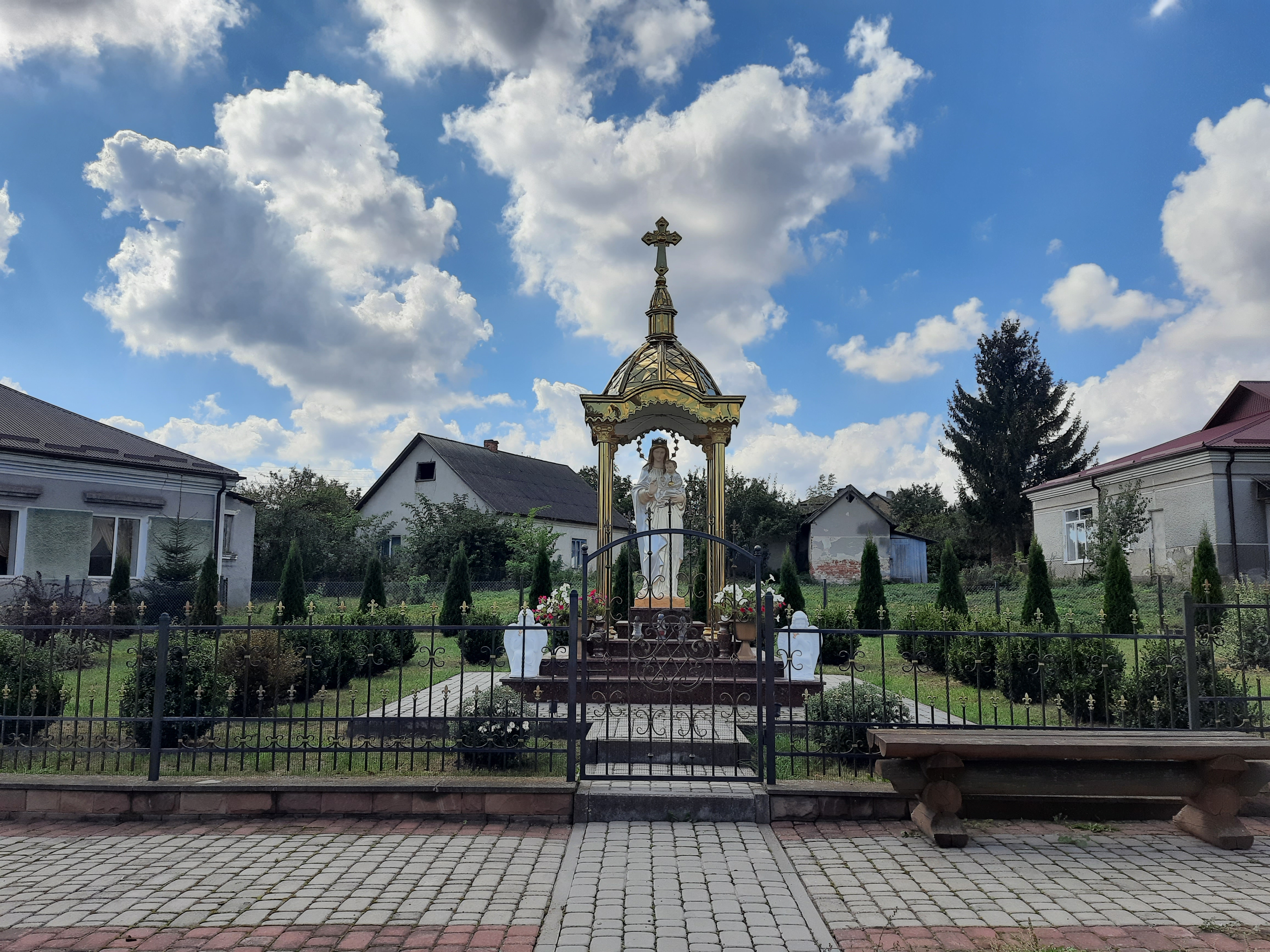
Статуя Божої Матері
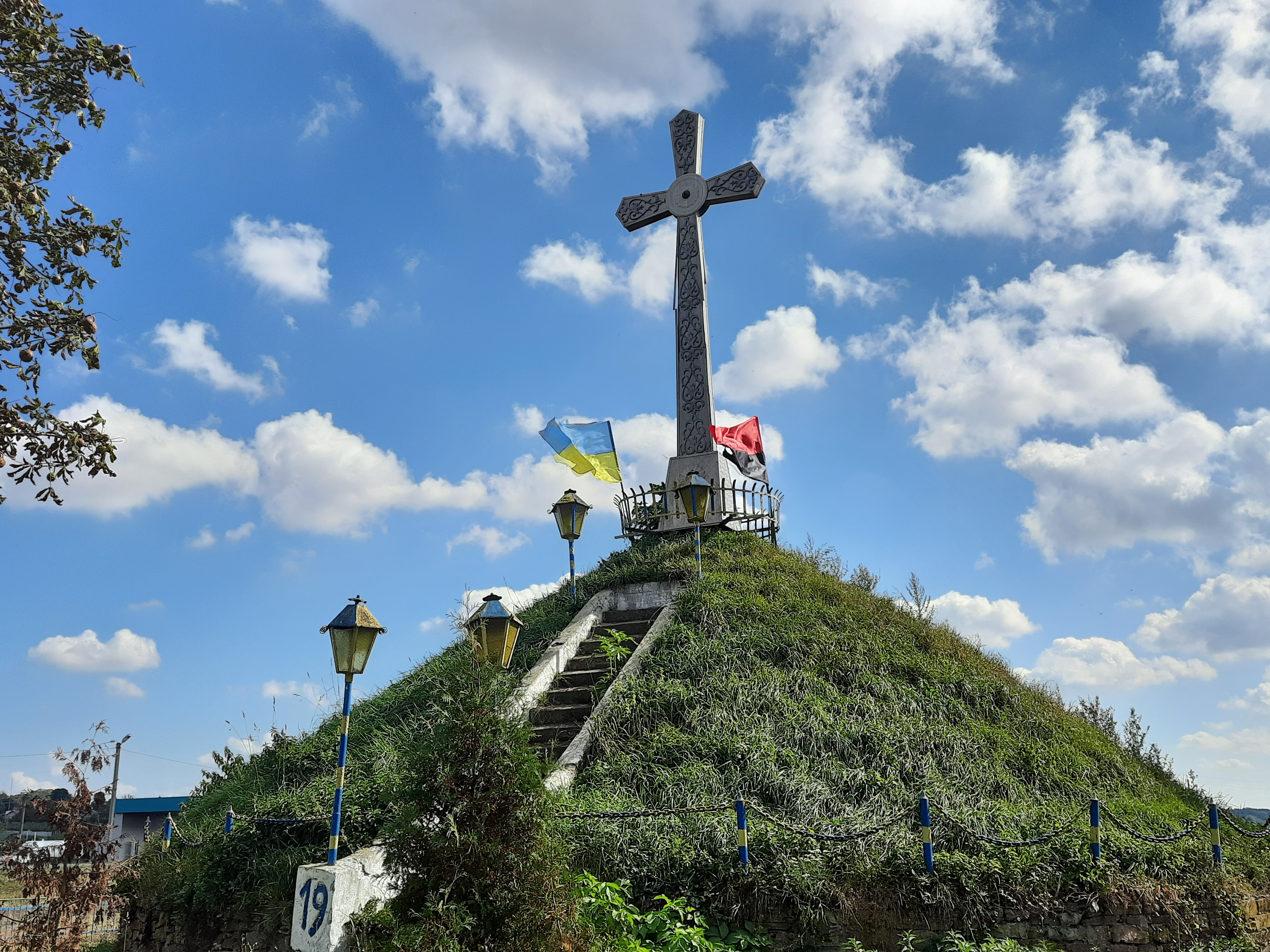
Символічна могила Борцям за волю України
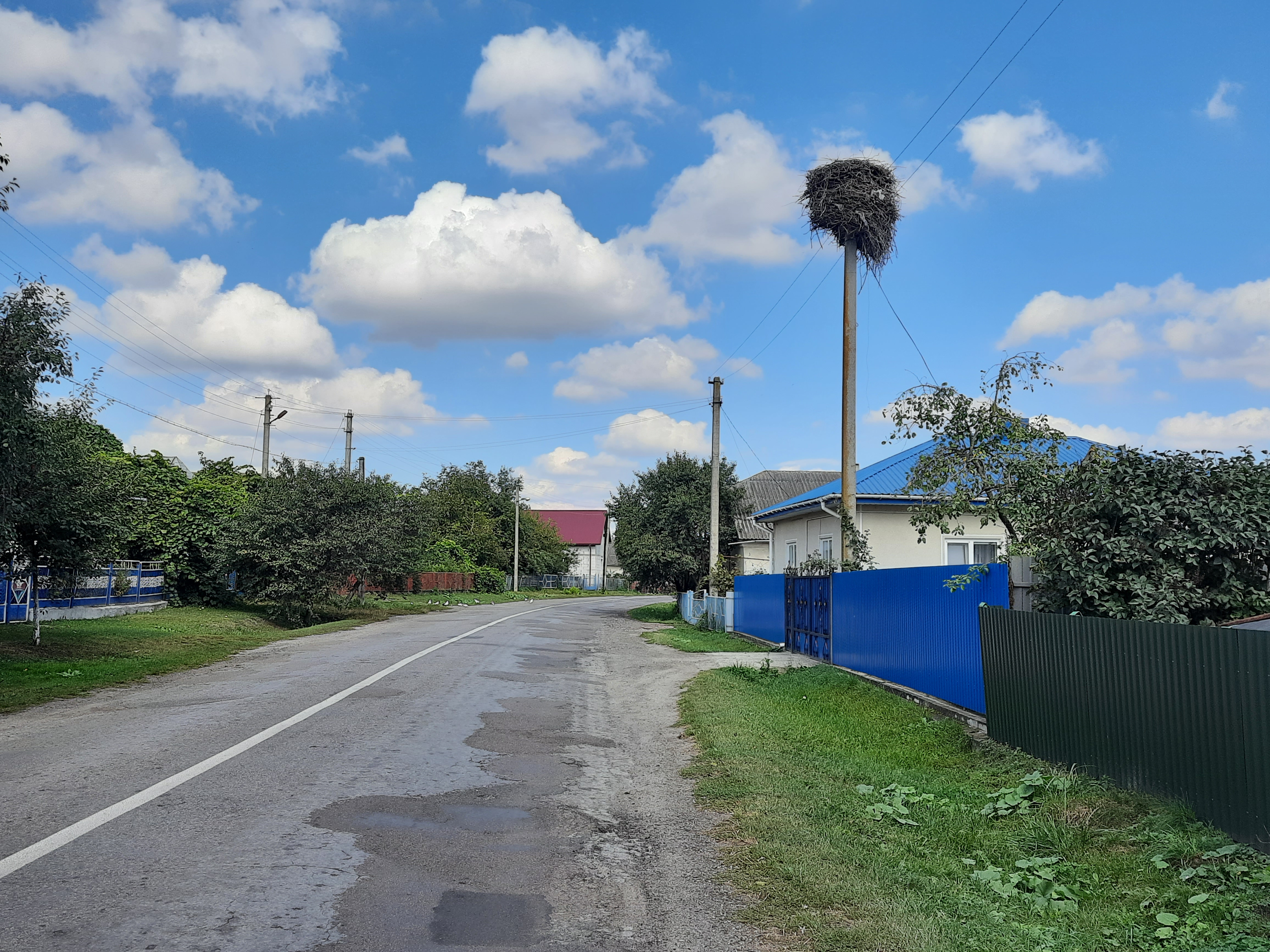
Сільська вулиця
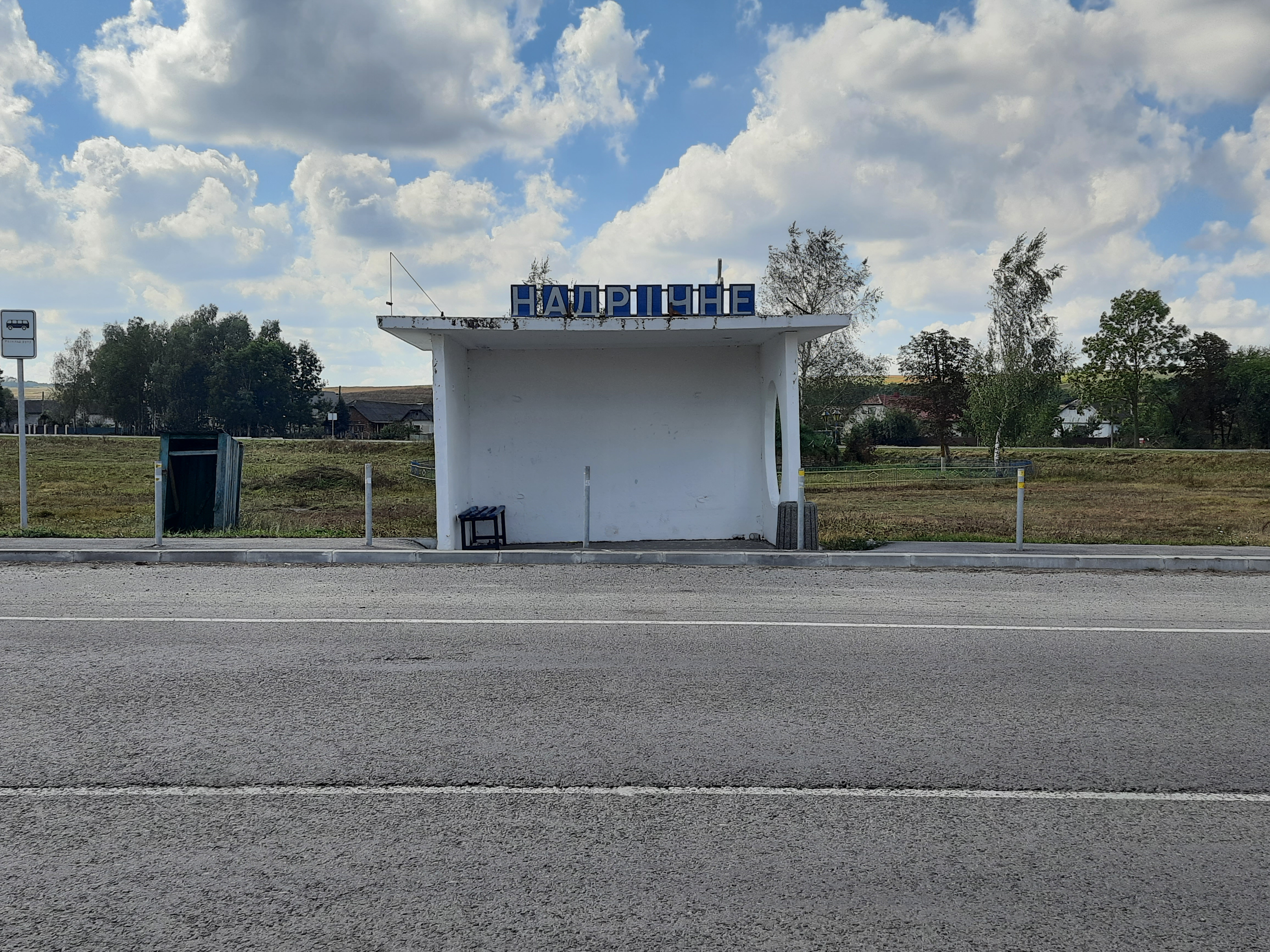
Автобусна зупинка
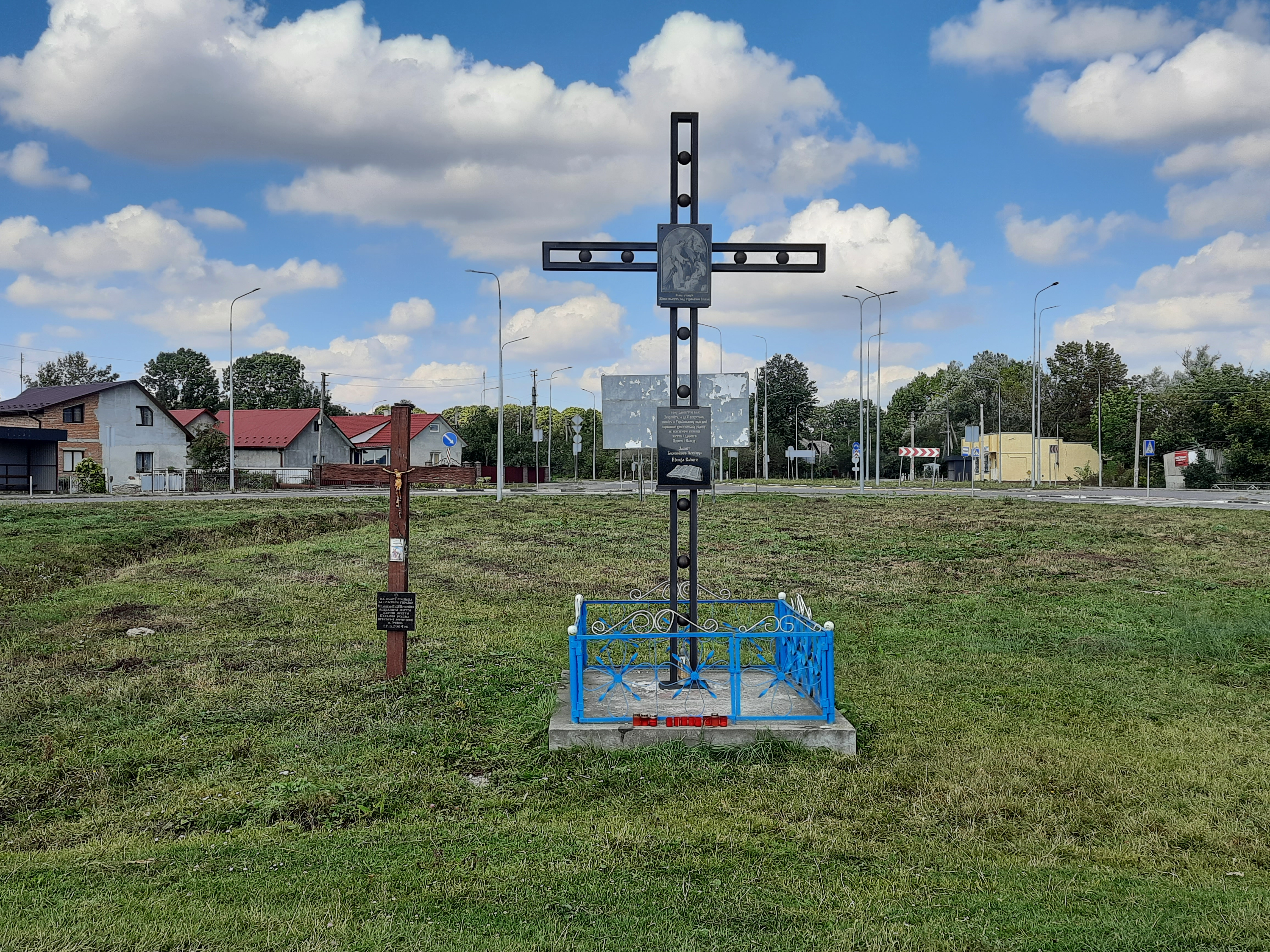
Пам'ятний хрест
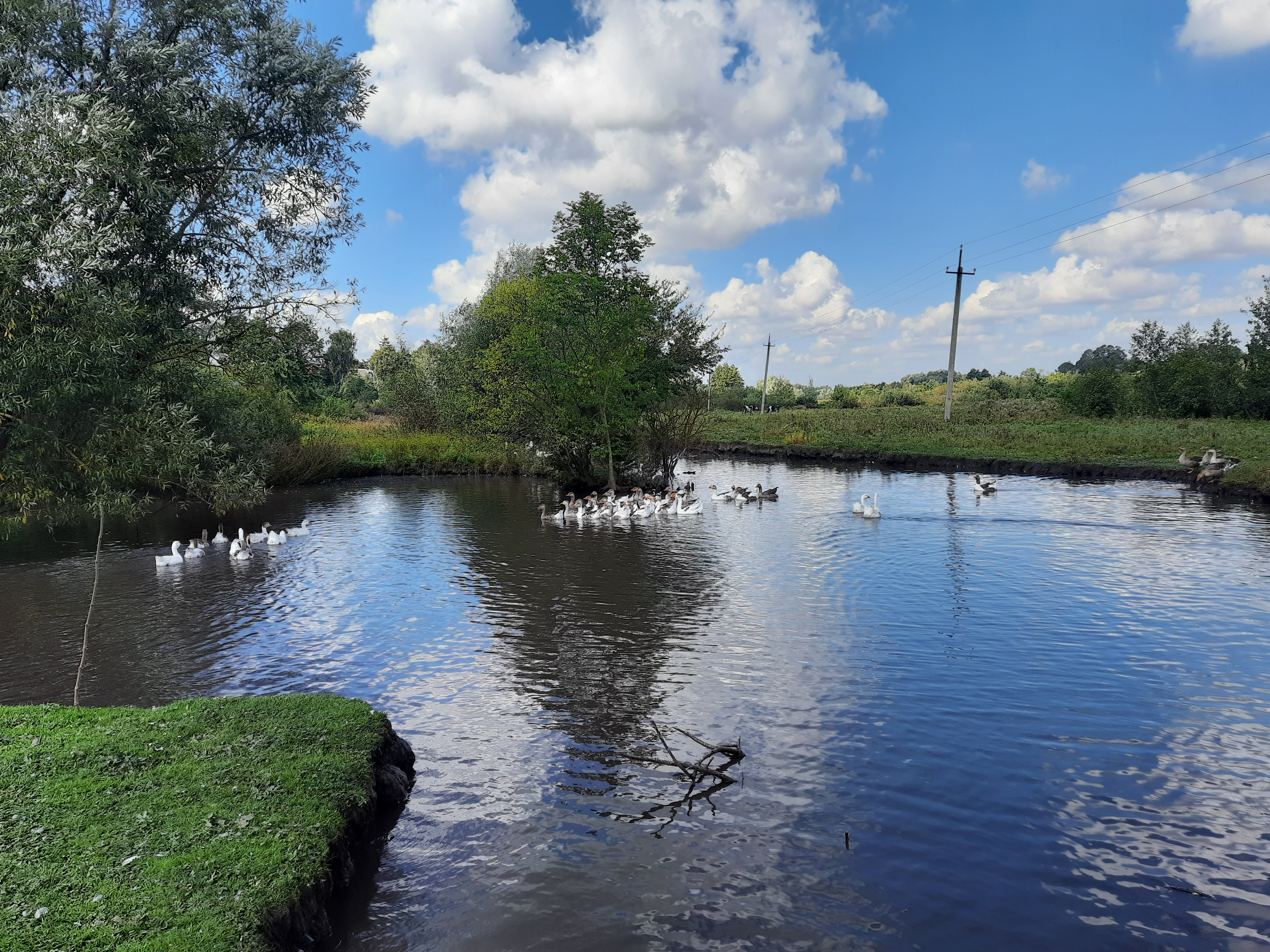
Сільський пейзаж